# Euonymus aculeolus
Euonymus aculeolus är en benvedsväxtart som beskrevs av Ching Yung Cheng och J.S. Ma. Euonymus aculeolus ingår i släktet Euonymus och familjen Celastraceae. Inga underarter finns listade.